# جزيرة المرجان ( رأس الخيمة)
جزيرة المرجان هي مجموعة من 4 جزر اصطناعية ذات شكل مرجاني، تقع في الجزيرة الحمراء، إمارة رأس الخيمة في الخليج العربي، وهي تبعد عن مطار دبي الدولي 45 دقيقة. يوجد بالجزيرة العديد من الشواطئ والمنتجعات، بالإضافة للشواطئ الرملية التي تمتد على مسافة 7.5 كم، وهي واحدة من أفضل المواقع السياحية في الإمارات العربية المتحدة.
تنقسم جزيرة المرجان الى أربع جزر فرعية، وهي جزيرة النسيم وجزيرة الأحلام وجزيرة الكنز وجزيرة فيو 

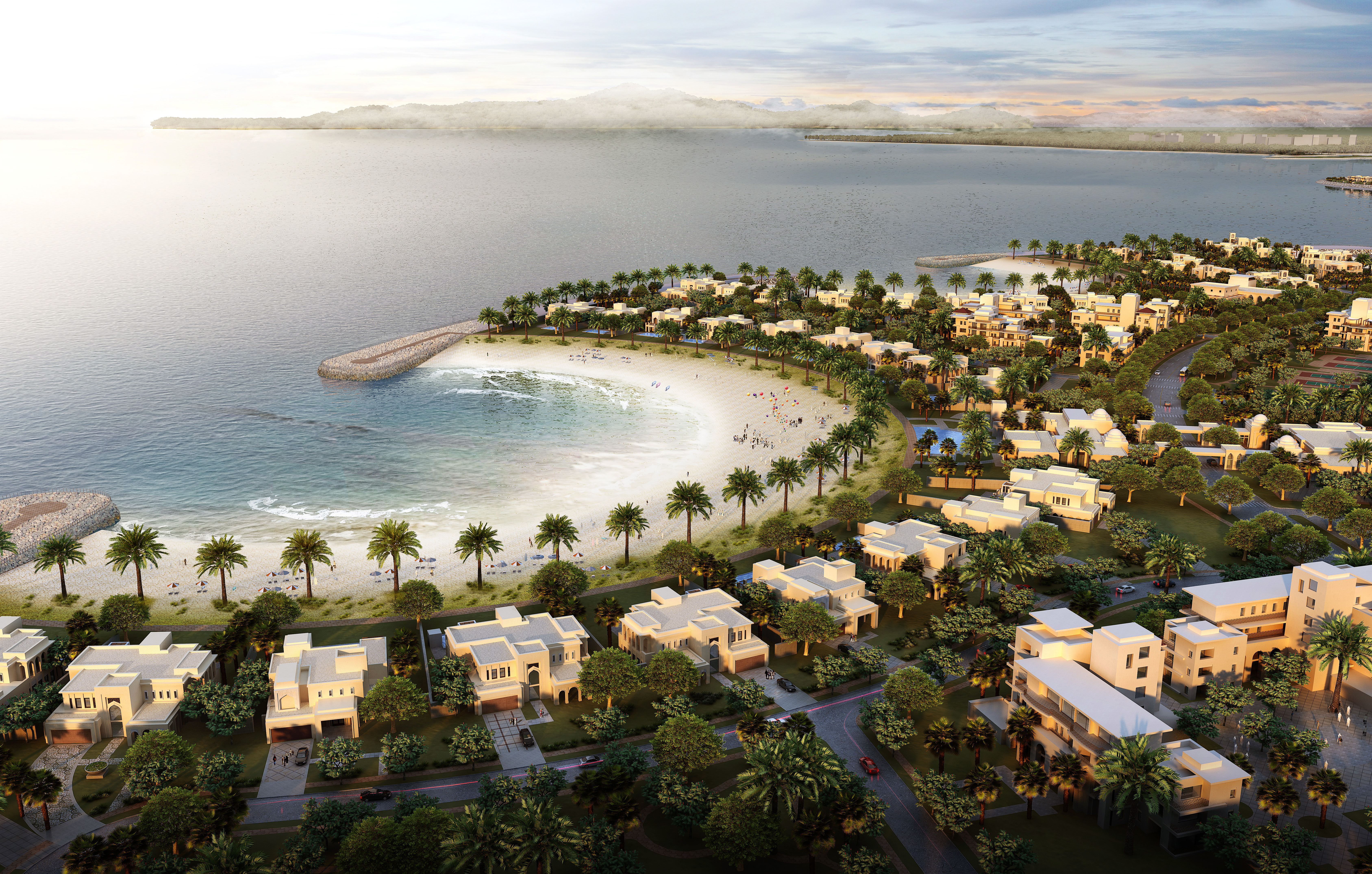
جزيرة المرجان